# Syryjska Rada Dowództwa Rewolucyjnego
Syryjska Rada Dowództwa Rewolucyjnego – sojusz ugrupowań islamskich powołany 3 sierpnia 2014, składający się z 18 grup bojowych, walczących podczas Wojny domowej w Syrii. Celem sojuszu jest zwiększenie koordynacji i jedności między różnymi ugrupowaniami. Sygnatariusze sojuszu reprezentują zarówno sekularystów, jak i islamistów m.in. z Ahrar asz-Szam.
W skład Syryjskiej Rady Dowództwa Rewolucyjnego wchodzą rozłamowcy z Frontu Islamskiego (Ahrar asz-Szam, Dżajsz al-Islam, Liwa al-Hakk oraz Liwa Sukur asz-Szam), Wolnej Armii Syrii (Syryjski Front Rewolucyjny oraz Ruch Hazzam), a także mniejsze ugrupowania takie jak Armia Mudżahedinów czy Andżad asz-Szam.
Celem Syryjskiej Rady Dowództwa Rewolucyjnego jest jednoczesna walka z dżihadystami z Państwa Islamskiego oraz z Siłami Zbrojnymi Syrii.